# Янтиково (Янтиковский район)
Я́нтиково (чув. Тӑвай) — село в Чувашской Республике Российской Федерации. Административный центр Янтиковского муниципального округа.

## География
Находится в месте впадения в Аль Соломинки в 20 км по автодороге от Канаша, через который осуществляется связь с другими районами республики. Расстояние до Чебоксар — 104 км.
Ведущие предприятия райцентра обслуживают сельскохозяйственное производство. Центр села представлен двух—трехэтажными каменными зданиями.

## Топоним
Чувашское название происходит от слов «ту» — гора и «ай» — низ, нижняя часть; в целом означает «нижняя часть горы» или «местность, расположенная у подножия горы».
Первое название этой деревни — Темешево (Тимеш), по отцу-основателю Ентека и Альпаша. Оно как наименование населённого пункта закрепилось в XV—XVI веках при Казанском ханстве. 
В 1757—1759 годах возведена церковь Михаила Архангела. В последствии деревня стала селом, получила наименование Архангельское.
С истечением времени название деревни Тимяш, Ентек и Архангельское начинают терять свои значения и возникает новое название Янтиково. Происхождение последнего названия имеет двоякое толкование: как географическое понятие подгорья, (янтык — татарское слово), и как происхождение от имени основателя села Ентек.

## История
По данным архивных документов село Янтиково упоминается с 1565 года, как д. Темешево.
«В Чувашских народных преданиях сказывается, что первый житель села Янтиково Тимеш со своей женой жил на берегу реки Свияги с детьми Альпаш и Ентек. Впоследствии Отец их отделил. Они, поднявшись по реке Свияга, остановились в соединении рек Кубня и Аль. Вначале место селения было в лесу, около оврага Павар, недалеко от д. Уразлино, но в лесу им было страшно, поэтому они, поднявшись по реке Аль, остановились на месте нынешнего села Янтиково, в низине горы на левой стороне р. Аль. Родство Альпаша разместилось по улице Турикас (ул. Карла Маркса), а родство Ентек — по улице Анаткас (ул. им. Кирова)»
- В середине XVII века из с. Тимяш начали переселяться люди в южные районы республики. Так, в Яльчикском районе есть селения Апанасово Темяши (Элексей Тимеш), Малые Ерыкла (Тип Тимеш), Тораево (Анатри Тимеш), Янтиково (Асла Пала Тимеш), в Ибресинском районе — Чувашские Тимяши (Чаваш Тимеш, Тавай Тимеш), которые свидетельствуют о том, что люди в эти деревни переселились из д. Тимяши (то есть из с. Янтиково). В Чувашской республике около 10 сел имеют название Тимяш.

Ещё при Иване IV было положено начало христианизации народностей Среднего Поволжья, в том числе и чувашей. В 1720—1722 годах Пётр I издал несколько указов о христианизации народностей Поволжья. А в 1740 году правительство перешло к решительным мерам христианизации. Проповедники и попы, приезжая в чувашские деревни в сопровождении воинских команд, избивали крестьян, держали их связанными, после чего сгоняли их в озера и реки, вручали крест и давали православные имена. Такими методами с 1740 года по 1759 год основная масса чувашского населения была окрещена. За счёт крестьян же в чувашских деревнях было выстроено много церквей.
С 2006 по 2022 год село было административным центром упразднённого Янтиковского сельского поселения.

## Население
| 1959  | 1970  | 1979  | 1989  | 2002  | 2010  | 2012  |
| ----- | ----- | ----- | ----- | ----- | ----- | ----- |
| 1243  | ↗1492 | ↗2333 | ↗3573 | ↘3363 | ↘3151 | ↗3717 |
| 2014  | 2020  |       |       |       |       |       |
| ↘3690 | ↘3491 |       |       |       |       |       |

## Перерабатывающее производство
На территории населённого пункта находится перерабатывающее производство: Янтиковский молочный завод(в настоящий момент переработкой молочной продукции занимается ЗАО «Фирма Акконд-агро»http://akkond-agro.ru/), Цех по переработке мясной продукции, Янтиковский завод по консервированию сельскохозяйственной продукции.

## Производство
На территории населённого пункта находится своё производство по выпуску кирпичной продукции. "В 1960 году на паевых взносах колхозов начали строить в с. Янтиково кирпичный завод при Янтиковской МТС. Первоначальная мощность завода составляла 1,0 — 1,5 млн штук кирпича в год. Затем завод входил в состав Янтиковского СМУ. С 1975 года кирпичный завод стал самостоятельным предприятием. В 1994 году был приватизирован и преобразован в акционерное общество закрытого типа «Кирпичный завод „Янтиковский“.» В настоящее время кирпичный завод закрыт.

## Образование и культура
В селе функционирует средняя школа, 3 детских сада, детско-юношеский центр, детская школа искусств, детско-юношеская спортивная школа — физкультурно-спортивный комплекс «Аль». Имеется Краеведческий музей, 2 библиотеки, Дом культуры, издаётся районная газета «Ял ĕçченĕ» на чувашском языке. Функционирует центральная районная больница.

## Объекты культурного и исторического наследия
- Комплекс зданий водяной мельницы: дом мельника; складские помещения; амбар; хозяйственное помещение.(кон. XIX-нач. XX вв.)Код памятника: 2100275002[17]
- Дом, в котором жил проездом просветитель чувашского народа И. Я. Яковлев (Код памятника: 2100000008)[18][19]
- 2-х этажное здание приходской школы, открытой чувашским просветителем И. Я. Яковлевым в 1903 году. (Вид документа о постановке на гос. охрану: Постановление СМ ЧАССР № 128 от 25.02.1974. Категория охраны: Федеральная. Вид документа о постановке на гос. охрану: постановление Совета Министров РСФСР № 624 от 04.12.1974. Код памятника: 2100000016)[20][21][22]